# Le Lys rouge
Pour les articles homonymes, voir Lys rouge.
Le Lys rouge est le seul roman mondain d'Anatole France, écrit en 1893 et publié en 1894, d'abord en cinq livraisons à partir d'avril et juin 1894 dans la Revue de Paris, et immédiatement après en volume chez Calmann-Lévy. D'abord conçu sous le titre "Terre des Morts", expression qui renoue avec une affaire poético-politique déclenchée par le poème "Le dernier chant du pèlerinage de Harold" d'Alphonse de Lamartine, dès sa première publication le roman n' a jamais porté que son titre final. Il fait allusion à la ville de Florence: le lys rouge est son emblème depuis la victoire des Guelfes sur les Gibelins au XIIIe siècle. Son symbolisme le rattache à la mort et, comme symbole de l'amour charnel, il s'oppose au lys blanc associé au culte de la virginité, évoqué au 15e chapitre.

## Résumé
Thérèse née Montessuy, a été mariée il y a six ans par son père au comte Martin-Bellème, un banquier qui nourrit des aspirations politiques. A l'occasion d'une chasse au renard et sans raison particulière, elle met terme à la relation érotique qu'elle a entretenue pendant trois ans avec Robert Le Ménil, un jeune homme de la bonne société qui fréquente son salon. Pendant un séjour chez son amie, la poétesse anglaise Vivian Bell, elle retrouve à Florence le jeune sculpteur Jacques Dechartre : c'est d'après la volonté de Bell que Dechartre les accompagnera dans les églises et les musées de Florence, pour y contempler les chefs-d'oeuvre de l'art florentin de la Renaissance. S'ensuit une passion mutuelle, qu'ils vivront dans un hôtel de passe dans la Via Alfieri, proche du Cimetero degli Inglesi. Leur bonheur n'est que de courte durée : l'apparition de Robert Le Ménil à Florence sème la méfiance dans le coeur de Dechartre, qui, de plus en plus, se laisse emporter par sa jalousie. Elle atteint son apogée neuf mois plus tard, lorsque, de retour à Paris, et dans le cadre d'une représentation de Faust à l'opéra, la nouvelle se répand que le mari de Thérèse est nommé ministre des finances. Dans le foyer, Dechartre est témoin de sa confrontation avec Robert Le Menil, qui lui réclame la reprise de leur liaison. Il interprète mal cet échange, se sent vivement blessé et prend congé, puis rejette toute tentative de réconciliation de la part de Thérèse. Il affirme que ses prétendus droits de la posséder pour toujours ont été violés: «Je ne vous vois plus seule. Je vois l'autre avec vous, toujours.»[style à revoir]

## Particularités de l'oeuvre

### Roman à clef
D'après Elizabeth Emery, le grand succès que connut Le Lys rouge jusqu'à la seconde moitié du XXe siècle, serait dû a son caractère autofictionnel qui en fait partiellement un roman à clef. Ainsi, l'auteur puise dans les épisodes de sa propre vie passionnelle pour dépeindre celle des personnages principaux. Sa correspondance intime avec Léontine Arman de Caillavet, née Lippmann, qui témoigne de la liaison extraconjuguale que les deux entretenaient depuis 1866 jusqu'à la mort de la salonnière en 1910, lui a de toute évidence servi de source pour illustrer le thème de la jalousie. Par exemple, à l'instar de Dechartre, Anatole France s'était déclaré incapable d'évincer l'image de son prétendu rival : «Je suis halluciné, je suis hanté. Jamais, jamais plus je ne te verrai seule». Pourtant, l'auteur brouille les pistes en intégrant dans le récit, avec la figure du poète Paul Vence, un autre double de lui-même. On a facilement pu reconnaître dans le personnage extravagant du poète Choulette un portrait de Paul Verlaine, qui pourtant semble être enrichi de quelques traits de Louis Nicolardot. D'autres personnages servent à l'occasion comme porte-paroles de l'auteur, comme Vivian Bell qui, dans la fiction, constate avoir « toujours trouvé que M.Choulette ressemblait à Socrate », rapprochement qu' Anatole France avait établi dans son article sur le poète à l'hôpital publié quatre ans auparavant. Outre le biographe Edwin Preston Dargan, c'est surtout le bibliothécaire Julien Cain qui, par ses recherches, a le plus contribué à décrypter ce jeu d'identités,. Ont apparemment prêté certains de leurs traits l'écrivaine Agnes Mary Frances Robinson à Vivian Bell, l'orientaliste d'origine allemand Jules Oppert au savant Joseph Schmoll, et le ministre des cultes Eugène Spuller au sénateur Loyer. Quant à Rober Le Menil, il semble établi que son modèle a été un certain Monsieur Gassou, sombré dans l'oubli depuis, de qui Edwin Dargan rapporte seulement qu'il a été « a sporting type from Bordeaux », sans indiquer ni son prénom ni sa profession.

### Roman à thèses et roman de conversation
La conversation joue un rôle majeur dans le livre. Ainsi, tout en ironisant à propos de la couche sociale dont il fait le portrait caricatural dans Le Lys rouge,  l'auteur prête aux personnages ridiculisés qui la constituent à la fois des sottises et des sentences judicieuses. Par exemple, le personnage de Schmoll - qui est dépeint, comme tous les représentants du judaïsme dans les œuvres narratives d'Anatole France, du moins avant l'affaire Dreyfus, à l'aide de stéréotypes antijudaiques -, articule des révélations qui s'accordent parfaitement avec la vue francienne de l'histoire : «Le Moyen Age, dit-il, n’est clos que dans les manuels d’histoire qu’on donne aux écoliers pour leur fausser l’esprit. En réalité les barbares sont toujours les barbares». C'est ainsi que Schmoll, sans que lui ni France ne le veuillent, devient un vrai prophète en annonçant: «L’antisémitisme, c’est la mort [...] de la civilisation européenne». De cette manière, l'auteur développe sa pensée dans les dialogues et les monologues intérieurs, tantôt à propos de l'histoire de la Révolution, condamnée vivement par Choulette, tantôt à propos de la gestion des monuments, de l'art et de l'amour; ces jugements aboutissent à des aperçus originaux pour la plupart teintés de nihiliste : «L’amour sensuel est fait de haine, d’égoïsme et de colère autant que d’amour» est un verdict de Choulette mais il est sans conteste proche de la vision francienne de l'amour. De même, c'est Thérèse qui constate : «On s’explique toujours, on ne se comprend jamais», conviction facile à rapprocher des  jugements qu'émet l'auteur dans La Vie littéraire.

### Théorie esthétique
Les discussions sur l'esthétique, ou bien, plus précisément, sur la réception d’œuvres d'art, occupent une grande partie du roman. France a conçu dans Le Lys rouge une série de scènes où est évoquée la réception inappropriée, douteuse ou défaillante de l'art. Ainsi, Madame Marnet, compagne de Thérèse, se révèle aveugle à la capacité créatrice des artistes : «Her greatest pleasure in museums derives from discovering in paintings the faces of people she knows», résume Elizabeth Emery. A San Marco, les touristes anglaises consultent leur guide Baedecker au lieu d'admirer les fresques de Fra Angelico. Thérèse, elle aussi, se montre d'abord insensible aux charmes de la Renaissance : «Il vint à rappeler à Thérèse la peinture qu'ils avaient vue ensemble, l'avant-veille, à Santa-Maria, sur la porte des Servi, fresque presque effacée [...]. C'en était assez pour exalter l'artiste. Mais elle n'avait rien distingué, elle n'avait pas été émue» (p.176) , lit-on au début de la relation entre Martin et Dechartre. Au fur et à mesure que Dechartre l'initie à l'art, la passion réciproque grandit également, note Emery. Finalement, la perception de l'art et l'amour coïncident : « Dechartre était pour elle l'âme de ces formes magnifiques, l'esprit de ces nobles choses», constate Thérèse en se souvenant de la visite de la chapelle Brancacci. « C'est par lui, c'est en lui qu'elle comprenait l'art et la vie» (pp.159-160). Sa réception de l'art devient ainsi elle-même un roman, et celui-ci se révèle être une illustration de l'idéal de France, tel qu'il est conçu dans La vie Littéraire : « Le bon critique est celui qui raconte les aventures de son âme au milieu des chefs-d’œuvre ».

## Position dans l’œuvre
Le cinquième roman d'Anatole France est en même temps l' unique roman façonné d'après le modèle des romans psychologiques de Paul Bourget. L'on sait qu'il ne l'a entamé que sur l'insistance de Léontine Arman. D'après Gier, il marque le début de la courte phase "mondaine" dans l’œuvre francienne et a dû changer l'image publique de son auteur:  «L'auteur du Lys rouge ne peut pas, c'est évident pour tout le monde, être un ermite moderne dans la cité des livres, il doit être un écrivain mondain.» Tandis que la critique littéraire l'a reçu en général de manière bienveillante mais sans enthousiasme, auprès du public il rencontra un succès immédiat: «Having excited much gossip at tea-tables, before publication, it was the chief literary event of the Summer of 1894.» Au cours de la même année, il connaîtra 14 éditions. Cinq ans après sa parution, une version théâtrale du Lys rouge fut jouée au Théâtre du Vaudeville. Il ne reste que très peu de traces de la seule adaptation cinématographique réalisée en 1920 par Charles Maudru, avec Jean Dax dans le rôle de Jacques Dechartre et Suzanne Delvé dans celui de Thérèse; ce film fut diffusé dans les salles jusqu'en 1923 au moins. Anatole France lui-même est pourtant cité comme auteur du scénario. Parmi les premières traductions, on trouve la version allemande de Franziska zu Reventlow, datant de 1899. En 1910, une version anglaise est publiée aux États-Unis, sans indication du traducteur. A partir de 1906, au moins 13 versions différentes sont publiées en italien.

## Citations
- « Mon pauvre ami, nous ne savons que faire de cette vie si courte, et vous en voulez une autre qui ne finisse pas ! » (p. 41)
- « Toute idée fausse est dangereuse. On croit que les rêveurs ne font point de mal, on se trompe : ils en font beaucoup. Les utopies les plus inoffensives en apparence exercent réellement une action nuisible. Elles tendent à inspirer le dégoût de la réalité. » (p. 48)
- « Qu'est-ce qu'il en fait, le lecteur, de ma page d'écriture ? Une suite de faux sens, de contresens et de non-sens. Lire, entendre, c'est traduire. Il y a de belles traductions, peut-être ; il n'y en a pas de fidèles. Qu'est-ce que ça me fait qu'ils admirent mes livres, puisque c'est ce qu'ils ont mis dedans qu'ils admirent ? Chaque lecteur substitue ses visions aux nôtres. Nous lui fournissons de quoi frotter son imagination. Il est horrible de donner matière à de pareils exercices. C'est une profession infâme. » (p. 92)
- « Autre motif d’orgueil, que d’étre citoyen! Cela consiste pour les pauvres à soutenir et à conserver les riches dans leur puissance et leur oisiveté. Ils y doivent travailler devant la majestueuse égalité des lois, qui interdit au riche comme au pauvre de coucher sous les ponts, de mendier dans les rues et de voler du pain. » (p. 118)
- « Le désir d'atteindre la postérité ne les troublait pas. Ne connaissant point le passé, ils ne concevaient point l'avenir, et leur rêve n'allait pas au delà de leur vie. Ils mettaient à bien faire une volonté puissante. Étant simples, ils ne se trompaient pas beaucoup, et voyaient la vérité que notre intelligence nous cache. » (p. 148-9)
- « Quand tu me laisses seul, je suis assailli de pensées douloureuses ; les idées noires viennent s'asseoir en cercle autour de moi. » (p. 317)